# Robert Hamer
Pour les articles homonymes, voir Hamer.
Robert Hamer, né le 31 mars 1911 à Kidderminster (Worcestershire) et mort le 4 décembre 1963 à Londres d'une pneumonie, est un réalisateur, scénariste, monteur et producteur britannique.

## Filmographie

### comme réalisateur
- 1945 : Au cœur de la nuit (Dead of Night) : sketch Le Miroir hanté
- 1946 : Pink String and Sealing Wax
- 1947 : Les Amours de Joanna Godden (The Loves of Joanna Godden) (non crédité, crédit de Charles Frend)
- 1947 : Il pleut toujours le dimanche (It Always Rains on Sunday)
- 1949 : The Spider and the Fly
- 1949 : Noblesse oblige (Kind Hearts and Coronets)
- 1952 : L'Heure de la revanche (The Long Memory)
- 1952 : His Excellency
- 1954 : Détective du bon Dieu (Father Brown)
- 1955 : Deux Anglais à Paris (To Paris with Love)
- 1959 : Le Bouc émissaire (The Scapegoat)
- 1960 : L'Académie des coquins (School for Scoundrels or How to Win Without Actually Cheating!)

### comme scénariste
- 1943 : Le Navire en feu (San Demetrio London)
- 1947 : Il pleut toujours le dimanche (It Always Rains on Sunday)
- 1949 : Noblesse oblige (Kind Hearts and Coronets)
- 1952 : L'Heure de la revanche (The Long Memory)
- 1952 : His Excellency
- 1954 : Détective du bon Dieu (Father Brown)
- 1955 : Rowlandson's England
- 1959 : Le Bouc émissaire (The Scapegoat)
- 1964 : A Jolly Bad Fellow (en)

### comme monteur
- 1938 : Vessel of Wrath d'Erich Pommer
- 1938 : Vedettes du pavé (Sidewalks of London)
- 1939 : La Taverne de la Jamaïque (Jamaica Inn)
- 1941 : Georges roi de la mode (Turned Out Nice Again)
- 1942 : Ships with Wings
- 1942 : The Foreman Went to France

### comme producteur
- 1943 : My Learned Friend
- 1943 : Le Navire en feu (San Demetrio London)
- 1944 : Fiddlers Three